# قائمة قرارات مجلس الأمن التابع للأمم المتحدة لعام 2021
تتضمن قائمة قرارات مجلس الأمن التابع للأمم المتحدة لعام 2021 جميع القرارات الصادرة عن مجلس الأمن التابع للأمم المتحدة خلال العام 2021.

## القائمة
| رقم القرار | الرمز            | نص القرار                        | موضوع القرار                                                       |
| ---------- | ---------------- | -------------------------------- | ------------------------------------------------------------------ |
| 2561       | S/RES/2561(2021) | نص القرار على موقع الأمم المتحدة | الحالة في قبرص                                                     |
| 2562       | S/RES/2562(2021) | نص القرار على موقع الأمم المتحدة | تقارير الأمين العام عن السودان وجنوب السودان                       |
| 2563       | S/RES/2563(2021) | نص القرار على موقع الأمم المتحدة | الحالة في الصومال                                                  |
| 2564       | S/RES/2564(2021) | نص القرار على موقع الأمم المتحدة | الحالة في اليمن                                                    |
| 2565       | S/RES/2565(2021) | نص القرار على موقع الأمم المتحدة | صون السلم والأمن الدوليين أثناء تفشي فيروس كورونا (كوفيد -19)      |
| 2566       | S/RES/2566(2021) | نص القرار على موقع الأمم المتحدة | الحالة في جمهورية أفريقيا الوسطى                                   |
| 2567       | S/RES/2567(2021) | نص القرار على موقع الأمم المتحدة | تقارير الأمين العام عن السودان وجنوب السودان                       |
| 2568       | S/RES/2568(2021) | نص القرار على موقع الأمم المتحدة | الحالة في الصومال                                                  |
| 2569       | S/RES/2569(2021) | نص القرار على موقع الأمم المتحدة | عدم الانتشار / جمهورية كوريا الشعبية الديمقراطية                   |
| 2570       | S/RES/2570(2021) | نص القرار على موقع الأمم المتحدة | الحالة في ليبيا                                                    |
| 2571       | S/RES/2571(2021) | نص القرار على موقع الأمم المتحدة | الحالة في ليبيا                                                    |
| 2572       | S/RES/2572(2021) | نص القرار على موقع الأمم المتحدة | عدم انتشار أسلحة الدمار الشامل                                     |
| 2573       | S/RES/2573(2021) | نص القرار على موقع الأمم المتحدة | حماية المدنيين في النزاعات المسلحة                                 |
| 2574       | S/RES/2574(2021) | نص القرار على موقع الأمم المتحدة | بعثة الأمم المتحدة للتحقق في كولومبيا                              |
| 2575       | S/RES/2575(2021) | نص القرار على موقع الأمم المتحدة | تقارير الأمين العام عن السودان وجنوب السودان                       |
| 2576       | S/RES/2576(2021) | نص القرار على موقع الأمم المتحدة | الحالة في العراق                                                   |
| 2577       | S/RES/2577(2021) | نص القرار على موقع الأمم المتحدة | تقارير الأمين العام عن السودان وجنوب السودان                       |
| 2578       | S/RES/2578(2021) | نص القرار على موقع الأمم المتحدة | الحالة في ليبيا                                                    |
| 2579       | S/RES/2579(2021) | نص القرار على موقع الأمم المتحدة | تقارير الأمين العام عن السودان وجنوب السودان                       |
| 2580       | S/RES/2580(2021) | نص القرار على موقع الأمم المتحدة | توصية بتعيين أنطونيو غوتيريش لولاية ثانية أمينا عاما للأمم المتحدة |
| 2581       | S/RES/2581(2021) | نص القرار على موقع الأمم المتحدة | الحالة في الشرق الأوسط                                             |
| 2582       | S/RES/2582(2021) | نص القرار على موقع الأمم المتحدة | الحالة في جمهورية الكونغو الديمقراطية                              |
| 2583       | S/RES/2583(2021) | نص القرار على موقع الأمم المتحدة | وفاة جيمس ريتشارد كروفورد وانتخاب قاضي لمحكمة العدل الدولية        |
| 2584       | S/RES/2584(2021) | نص القرار على موقع الأمم المتحدة | الحالة في مالي                                                     |
| 2585       | S/RES/2585(2021) | نص القرار على موقع الأمم المتحدة | الحالة في سوريا                                                    |
| 2586       | S/RES/2586(2021) | نص القرار على موقع الأمم المتحدة | الحالة في اليمن                                                    |
| 2587       | S/RES/2587(2021) | نص القرار على موقع الأمم المتحدة | الحالة في قبرص                                                     |
| 2588       | S/RES/2588(2021) | نص القرار على موقع الأمم المتحدة | الحالة في جمهورية أفريقيا الوسطى                                   |
| 2589       | S/RES/2589(2021) | نص القرار على موقع الأمم المتحدة | عمليات الأمم المتحدة لحفظ السلام                                   |
| 2590       | S/RES/2590(2021) | نص القرار على موقع الأمم المتحدة | الحالة في مالي                                                     |
| 2591       | S/RES/2591(2021) | نص القرار على موقع الأمم المتحدة | الحالة في لبنان                                                    |
| 2592       | S/RES/2592(2021) | نص القرار على موقع الأمم المتحدة | الحالة في الصومال                                                  |
| 2593       | S/RES/2593(2021) | نص القرار على موقع الأمم المتحدة | الحالة في أفغانستان                                                |
| 2594       | S/RES/2594(2021) | نص القرار على موقع الأمم المتحدة | عمليات الأمم المتحدة لحفظ السلام                                   |
| 2595       | S/RES/2595(2021) | نص القرار على موقع الأمم المتحدة | الحالة في ليبيا                                                    |
| 2596       | S/RES/2596(2021) | نص القرار على موقع الأمم المتحدة | الحالة في أفغانستان                                                |
| 2597       | S/RES/2597(2021) | نص القرار على موقع الأمم المتحدة | التهديدات للسلم والأمن الدوليين                                    |
| 2598       | S/RES/2598(2021) | نص القرار على موقع الأمم المتحدة | صون السلم والأمن الدوليين                                          |
| 2599       | S/RES/2599(2021) | نص القرار على موقع الأمم المتحدة | الحالة في ليبيا                                                    |
| 2600       | S/RES/2600(2021) | نص القرار على موقع الأمم المتحدة | الحالة في هايتي                                                    |
| 2601       | S/RES/2601(2021) | نص القرار على موقع الأمم المتحدة | حماية التعليم في النزاعات المسلحة                                  |
| 2602       | S/RES/2602(2021) | نص القرار على موقع الأمم المتحدة | الوضع في الصحراء الغربية                                           |
| 2603       | S/RES/2603(2021) | نص القرار على موقع الأمم المتحدة | بعثة الأمم المتحدة للتحقق في كولومبيا                              |
| 2604       | S/RES/2604(2021) | نص القرار على موقع الأمم المتحدة | الحالة في البوسنة والهرسك                                          |
| 2605       | S/RES/2605(2021) | نص القرار على موقع الأمم المتحدة | الحالة في جمهورية أفريقيا الوسطى                                   |
| 2606       | S/RES/2606(2021) | نص القرار على موقع الأمم المتحدة | تقارير الأمين العام عن السودان وجنوب السودان                       |
| 2607       | S/RES/2607(2021) | نص القرار على موقع الأمم المتحدة | الحالة في الصومال                                                  |
| 2608       | S/RES/2608(2021) | نص القرار على موقع الأمم المتحدة | الحالة في الصومال                                                  |
| 2609       | S/RES/2609(2021) | نص القرار على موقع الأمم المتحدة | تقارير الأمين العام عن السودان وجنوب السودان                       |
| 2610       | S/RES/2610(2021) | نص القرار على موقع الأمم المتحدة | التهديدات للسلم والأمن الدوليين من جراء الأعمال الإرهابية          |
| 2611       | S/RES/2611(2021) | نص القرار على موقع الأمم المتحدة | التهديدات للسلم والأمن الدوليين من جراء الأعمال الإرهابية          |
| 2612       | S/RES/2612(2021) | نص القرار على موقع الأمم المتحدة | الحالة في جمهورية الكونغو الديمقراطية                              |
| 2613       | S/RES/2613(2021) | نص القرار على موقع الأمم المتحدة | الوضع في الشرق الأوسط                                              |
| 2614       | S/RES/2614(2021) | نص القرار على موقع الأمم المتحدة | الحالة في الصومال                                                  |
| 2615       | S/RES/2615(2021) | نص القرار على موقع الأمم المتحدة | التهديدات للسلم والأمن الدوليين من جراء الأعمال الإرهابية          |
| 2616       | S/RES/2616(2021) | نص القرار على موقع الأمم المتحدة | صون السلم والأمن الدوليين                                          |
| 2617       | S/RES/2617(2021) | نص القرار على موقع الأمم المتحدة | التهديدات للسلم والأمن الدوليين من جراء الأعمال الإرهابية          |